# رشد جزیره‌ای
رشد جزیره‌ای (به انگلیسی: Island growth) گونه‌ای رشد در لایه‌هایی‌ست که به‌طور فیزیکی یا با انباشت تبخیر شیمیایی CVD ساخته شده‌اند.
هنگامی که اتم‌ها از فاز مایع یا گار بر روی زیرلایه‌ای انباشت می‌شوند، نخست دو یا چند اتم در کنار هم قرار می‌گیرند و با هم پیوند می‌دهند. در این هنگام می‌توان تصور کرد که اتم‌ها  به صورت جزیره‌هایی جدا از هم روی زیرلایه قرار دارند و بتدریج با پیوستن اتم‌های نو به این جزیره‌ها، آن‌ها بزرگتر می‌شوند تا جایی که در آخر به هم دیگر می‌رسند.